# Antoine de Maximy
Antoine de Maximy (Lione, 21 maggio 1959) è un giornalista, regista e personaggio televisivo francese.

## Biografia
Regista, cameraman e presentatore francese, ha visitato più di ottanta paesi in venti anni di carriera. È specializzato in viaggi all'estero, notizie internazionali, documentari sulla fauna selvatica e spedizioni scientifiche; ha realizzato o presentato una trentina di documentari tra i quali Animal Area, Area Wilderness, New Worlds, Take me, Au-delà des dunes, e Posso dormire da voi? (J'irai dormir chez vous) trasmesso in Francia su France 5 e in Italia su Rai 5 e su La EFFE.
Proveniente da una famiglia abbastanza bohémien con due genitori artisti pittori sessantotto residenti a Lione e poi a Parigi, Antoine de Maximy è il più grande di quattro figli [1]. Raddoppiò il suo terzo e interruppe i suoi studi di secondo al liceo da cui fu escluso, quindi si unì ai ranghi del cinema degli eserciti come ingegnere del suono per tre anni e fece i suoi primi passi lì nel fare.
Dal 1980 al 1983 ha lavorato come reporter per la CBS News. Fu in particolare inviato a Beirut durante la guerra civile, realizzando un documentario sui Blue Helmets. Copre anche la guerra Iran-Iraq. Scopre lì la sua attrazione per l'avventura, il rapporto di guerra, il viaggio verso l'ignoto.
Ma non gli piace viaggiare in un paese senza visitarlo. Nel 1983, è stato assunto da una squadra della Gilda europea delle incursioni per realizzare il film della loro spedizione in Amazzonia [4]. Dopo questa esperienza, è passato al giornalismo scientifico e animale in cui avventura, piacere, cultura e fascino si sono mescolati, apprendendo durante le spedizioni tutti i mestieri, cameraman, editore, regista. Nel 1994, in collaborazione con il regista Jean-Yves Collet e l'aeronauta Dany Cleyet-Marrel, inventò il cinebulle, una mongolfiera motorizzata a due posti da 1.400 o 1.500 m3, appositamente progettata per la fotografia aerea e adottata da Nicolas Hulot.
Regista, presentatore e cameraman, ha visitato ottanta paesi in vent'anni di carriera. Specialista in viaggi all'estero - notizie internazionali, film sugli animali e spedizioni scientifiche - ha diretto o presentato una trentina di documentari, tra cui Animal Zone, Wild Zone, Una zattera nella foresta, Nuovi mondi e Portami in Francia 2 (coprodotto con la Guide du Routard), così come Beyond the Dunes e J'irai hanno dormito a casa tua in Francia 5.
Fu grazie a quest'ultimo programma che ottenne un vero successo popolare. Dotato di un'imbracatura portatile ora in possesso di una macchina fotografica, viaggia da solo in vari paesi e sta con perfetti sconosciuti tra i nativi. In generale, i programmi vanno bene con incontri meravigliosi e persone ospitali ma Antoine de Maximy ha anche vissuto diversi momenti critici durante i suoi rapporti: in Bolivia, dove un falso poliziotto membro di una banda cerca di rubare le sue attrezzature (la polizia e passanti intervengono ma Maximy è costretto a lasciare il paese perché la banda lo sta cercando), a Saint Lucia nei Caraibi, dove scoppia una sparatoria non lontano dal bar dove si trova, a Inujjuaq, nel Quebec, dove un Inuit drogato rompe il suo macchina fotografica, a Vanuatu dove gli abitanti di un villaggio lo hanno costretto a dare loro i soldi per alloggiarlo o addirittura negli Stati Uniti, durante l'Uomo Bruciante, quando dopo aver inizialmente rifiutato proposta, alla fine accetta di testare un biscotto pieno di marijuana. Nel settembre 2016, è entrato a far parte del team di editorialisti per il programma La Cour des Grands, ospitato da Alessandra Sublet, su Europa 1.
Il 6 marzo 2018 ha partecipato a "La Veillée", un evento in cui le persone raccontano le loro storie straordinarie sul palco di fronte a un pubblico. Ha narrato la sua giovinezza lì come giornalista a Beirut durante la guerra.
Il 16 maggio 2019, Antoine de Maximy presenta il suo progetto cinematografico intitolato I will die in the Carpathians, che dovrebbe essere girato a settembre 2019. Sta usando il crowdfunding, tramite la piattaforma KissKissBankBank, per finanziare la produzione di questo film.

## Programmi trasmessi o presentati
- Les nouveaux mondes (1999)
- Posso dormire da voi? (J'irai dormir chez vous)
- Zones sauvages
- Madagascar, l'odyssée des cimes (2002)
- Un péquin à Pékin
- J'irai faire le tour chez vous
- Givré à Vancouver

## Filmografia

### Regista
- 1982 : Rencontre avec Chomo
- 1992 : Alexandra David-Néel: du Sikkim au Tibet interdit, realizzato con Jeanne Mascolo de Philippis
- 1997 : Dans le secret des glaces
- 1998 : La Civilisation perdue du Rio Laventa
- 1999 : Neblina
- 2008 : J'irai dormir à Hollywood
- 2011 : J'irai dormir à Bollywood

### Sceneggiatore
- 2008 : J'irai dormir à Hollywood
- 2011 : J'irai dormir à Bollywood

### Figurante
- 2000 : Le signe du singe, episodi 2/3, Singe de feu (Regista: Gérard Vienne)

## Autore
- 2008 : Avant d'aller dormir chez vous, éditions Florent Massot
- 2011 : J'irai dormir chez vous, Carnets d'un voyageur taquin, édition La Martiniere Styles
- 2015 : J'irai dormir chez vous : Tome 2, édition La Martiniere Styles